# Schloss Vechelde

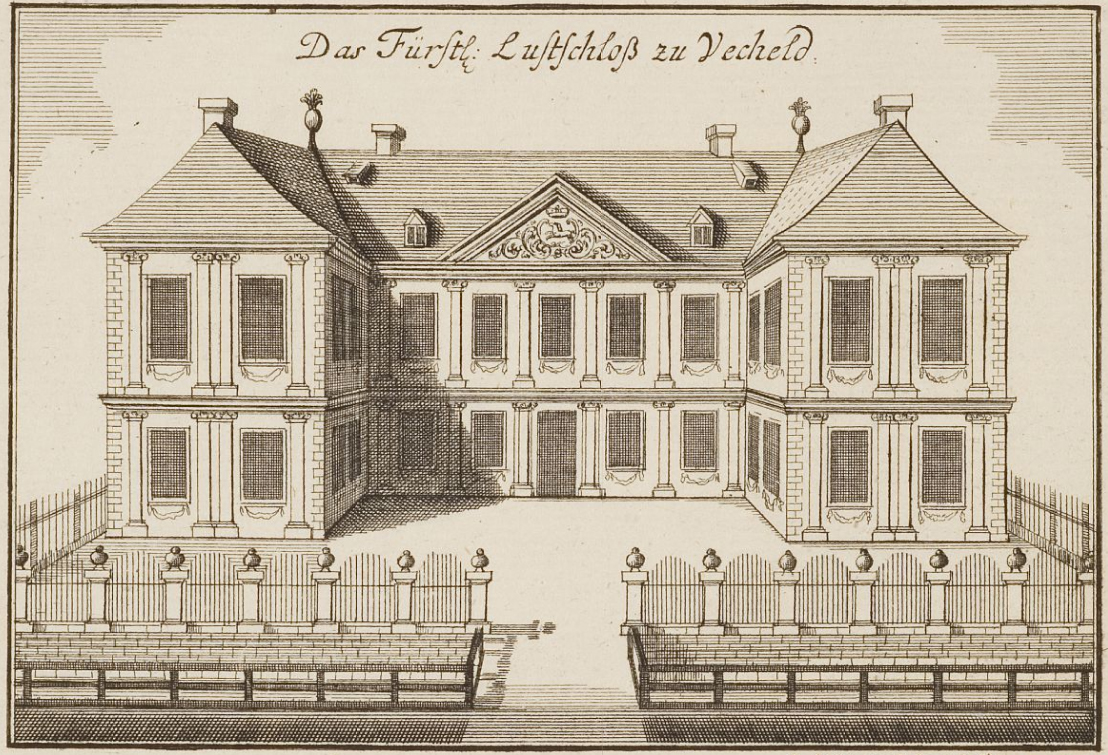
Schloss Vechelde, Kupferstich von Anton August Beck, um 1760

Das Schloss Vechelde war ein Jagd- und Lustschloss im ehemaligen Fürstentum Braunschweig-Wolfenbüttel in Vechelde bei Braunschweig.
Der Ort ist heute Verwaltungssitz der Gemeinde Vechelde im Landkreis Peine in Niedersachsen. Das Schloss ist nicht erhalten; der ehemals barocke Schlossgarten ist der Öffentlichkeit frei zugänglich.

## Geschichte
Um 1340 wurde eine Gerichtsstätte des Herzogs Otto der Milde (1292–1344) in Vechelde erwähnt. Zu jener Zeit bestand der Ort jedoch lediglich aus einem Gutshof. Ende des 14. Jahrhunderts wurde auf dem Gelände des Gutshofs eine Wasserburg errichtet. Die Burg sollte vermutlich die wichtige Handelsstraße, die heutige Bundesstraße 1, zwischen den Städten Braunschweig und Hildesheim an ihrer Furt über das Flüsschen Aue sichern, und den Braunschweiger Herzögen als Gegenburg der westlich gelegenen Grenzburg Steinbrück des Stiftes Hildesheim dienen.
Schon im Jahr 1392 verpfändeten die Herzöge von Braunschweig-Wolfenbüttel Burg und Gut an die Stadt Braunschweig, gegen einen Betrag von 900 Mark Silber. Als in den folgenden Jahrzehnten die Stadt städtische Unabhängigkeit gewann, baute der Rat der Stadt die Wasserburg zur vorgelagerten Stadtbefestigung aus. Bereits um 1420 wurde die Burgbesatzung mit Feuerwaffen ausgerüstet und 1445 ein neuer Bergfried errichtet. 1492 konnten Truppen des Herzogs Heinrich der Ältere (1463–1514), in einer Fehde gegen die Stadt Braunschweig, die Burg zwar nach kurzer Belagerung einnehmen, der Herzog musste sie jedoch nach einem am 4. Juni 1494 geschlossenen Vergleich der Stadt wieder übergeben.
Unter der Verwaltung der Stadt Braunschweig blieb die Burg bis 1671, als ihr Status als unabhängige Stadt durch Rückeroberung der Fürsten von Braunschweig-Wolfenbüttel beendet wurde.

### Fürstlicher Landsitz
Die Wasserburg ließ Herzog Rudolf August (1627–1704) im Jahr 1695, wahrscheinlich durch den Baumeister Hermann Korb (1656–1735), zu einem barocken Landschloss umbauen und den Schlossgarten anlegen.

Prinz Ferdinand von Braunschweig, 1721

Der Herzog heiratete 1681 die gerade achtzehnjährige Rosine Elisabeth Menthe (1663–1701), Tochter eines Barbiers und Wundarztes, in morganatischer Ehe. Die auch „Madame Rudolfine“ genannte Herzogsgattin wählte das Schloss zu ihrem Sommersitz und wurde zur Namensgeberin des Madamenwegs. Diese Straße, die noch heute vom Braunschweiger Innenstadtbereich zum Raffturm führt, benutzten sie und der Herzog, um von dem Grauer Hof genannten früheren Braunschweiger Stadthof des Klosters Riddagshausen, in dem sie wohnten, zum Landschloss in Vechelde zu gelangen.

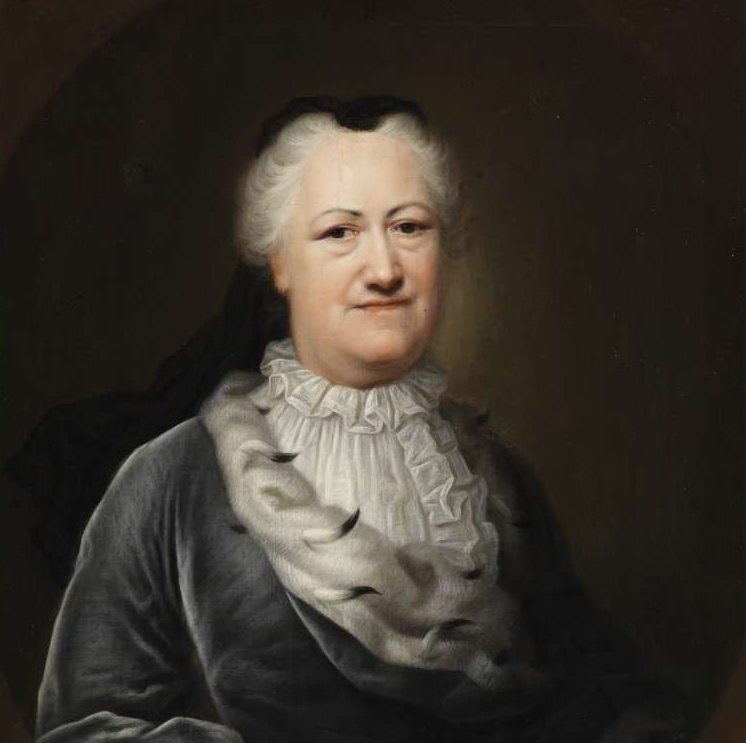
Herzogin Elisabeth Sophie Marie, 1747

Ab 1712 diente das Schloss der Fürstin Elisabeth Sophie Marie (1683–1767) als Wohnsitz, der dritten Ehefrau des Herzogs August Wilhelm (1662–1731). Dazu ließ die Fürstin das Schloss erweitern und, wahrscheinlich erneut durch Hermann Korb, einen weiteren Gebäudeflügel sowie eine Schlosskapelle errichten. Dort heirateten am 8. November 1727 Fürst Christian August von Anhalt-Zerbst und Johanna Elisabeth von Schleswig-Holstein-Gottorf. Aus dieser Ehe ging am 2. Mai 1729 Sophie Auguste Frederike von Anhalt-Zerbst-Dornburg hervor, die spätere Zarin Katharina die Große. Für die Landarbeiter des Schlossgutes ließ die Herzogin, etwa einen Kilometer nördlich der Schlossanlage, eine Tagelöhnersiedlung errichten, aus der sich der heutige Vechelder Ortsteil Vechelade entwickelte.
1766 nahm Prinz Ferdinand von Braunschweig-Wolfenbüttel (1721–1792), nichtregierender Herzog von Braunschweig-Wolfenbüttel, das Schloss zu seiner Residenz. Ferdinand war zuvor Generalfeldmarschall in preußischen und kurhannoverschen bzw. britischen Diensten und Heerführer des Siebenjährigen Krieges. Ferdinand ließ den Garten erweitern und zu einem englischen Landschaftsgarten umgestalten. Er ließ Fischteiche anlegen und die Pflanzungen mit Bäumen und Sträuchern aus Italien und Nordamerika ergänzen. Friedrich II., König von Preußen, ein Schwager Ferdinands, besuchte hier den Herzog zwischen 1772 und 1782 mindestens viermal.
Der Herzog starb in Vechelde und wurde 1792 zunächst in einer Gruft im Schlossgarten beigesetzt. Auf seinen Sarg ließ er, statt seiner fürstlichen Titulatur, lediglich den Titel „Gutsherr von Vechelde“ gravieren.

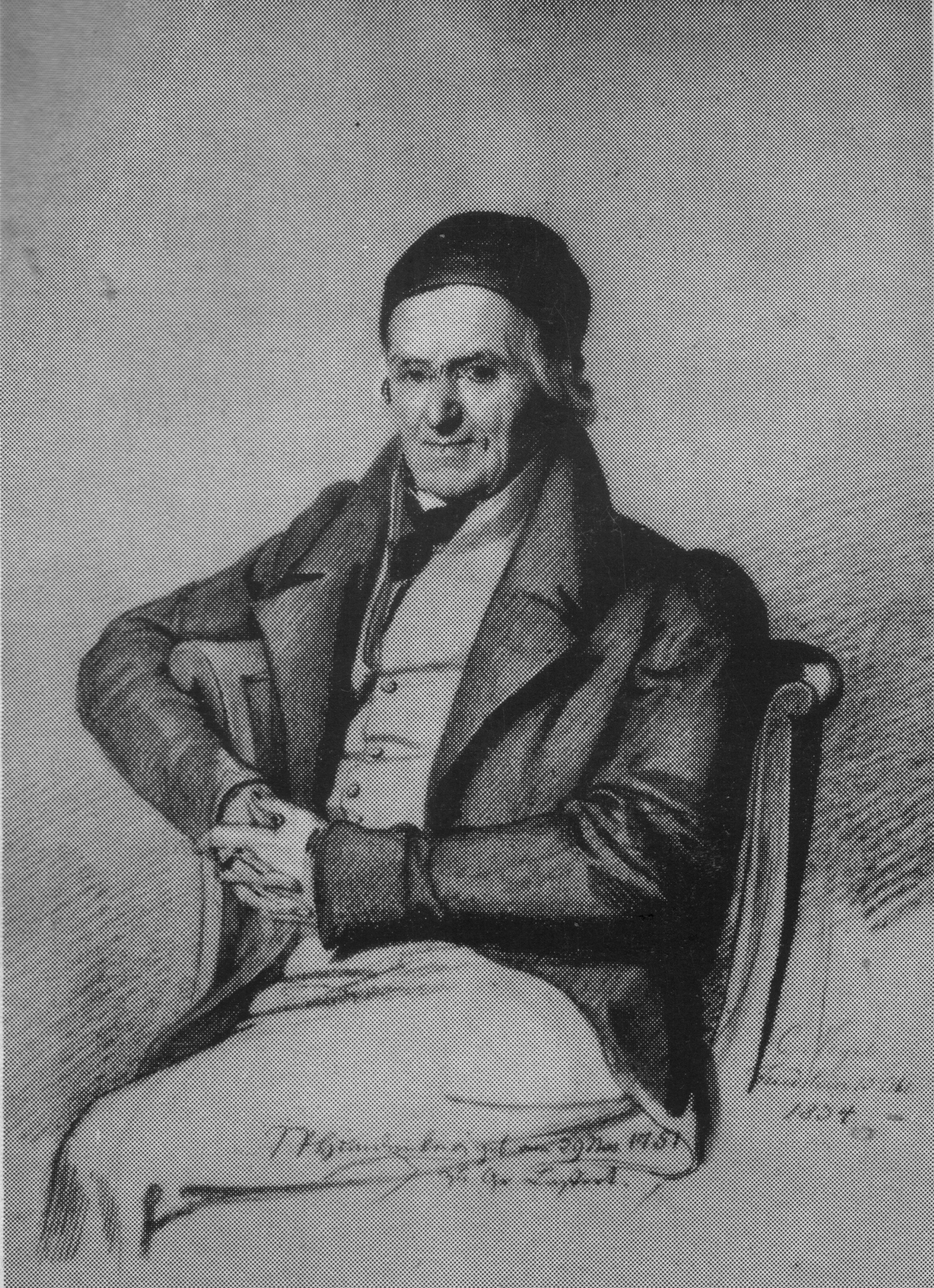
Johann Peter Hundeiker

### Das Philanthropin
Im Jahr 1804 überließ Herzog Karl Wilhelm Ferdinand (1735–1806) das Gebäude dem Pädagogen Johann Peter Hundeiker (1751–1836), der darin das Philanthropin einrichtete, eine Schule nach dem Vorbild Johann Bernhard Basedows Philanthropinums Dessau.
Als Erziehungsanstalt für „höhere Stände“ konzipiert und von Hundeiker auch stets so beschrieben, richteten sich die Lehrinhalte aber gerade an Schüler des Bürgertums und an Schüler ausländischer Herkunft. So wurde das Institut auch von Schülern aus Russland, England, Schweden und anderen Ländern besucht.
Nach dem Tod des Herzogs am 10. November 1806 folgte die Periode des vom französischen Kaiser Napoleon Bonaparte geschaffenen Königreiches Westphalen. Als die westphälische Regierung beabsichtigte, das Schloss Vechelde zu verkaufen, und Hundeiker dadurch die Existenz seiner Schule gefährdet sah, erwarb er das Gebäude aus eigenen Mitteln.
Nach der Auflösung des Königreichs Westphalen im Jahr 1813 und der Konstituierung des Herzogtums Braunschweig wurde unter der Regierung des Braunschweiger Herzogs Karl II. (1804–1873) der Verkauf angefochten und die Rückgabe des Schlosses gefordert. Hundeiker akzeptierte einen gerichtlichen Vergleich, übergab dem Herzogtum Braunschweig das Schloss Vechelde gegen eine jährliche Rente und löste im Oktober 1819, nach fünfzehnjährigem Bestehen, die Erziehungsanstalt in Vechelde auf.

### Gericht und Verwaltungssitz

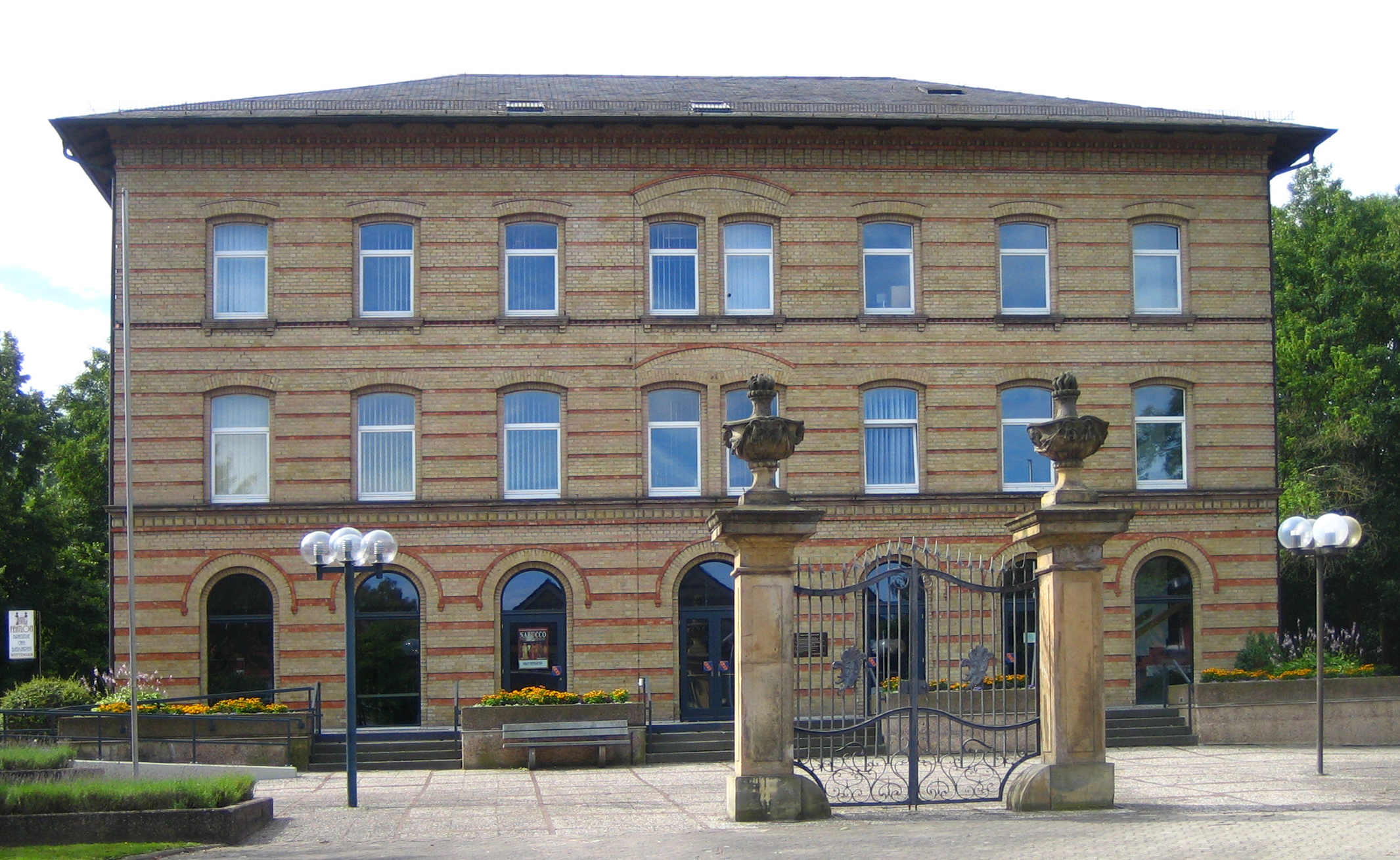
Das an der Stelle des Schlosses 1880 errichtete Amtsgerichtsgebäude Vechelde

Am 1. Oktober 1825 wurde im Landschloss Vechelde der Verwaltungssitz des Amts Vechelde eingerichtet, ein Verwaltungs- und Gerichtsbezirk des Herzogtums Braunschweig und des späteren Landkreises Braunschweig. Das Amt umfasste ein Gebiet mit 34 Ortschaften und rund 12.000 Einwohner.
Im Jahr 1880 wurde das Schloss abgerissen und durch ein neoklassizistisches Gebäude ersetzt. Bis zum 1. Januar 1972 diente es als Sitz des Amtsgerichts Vechelde. Heute steht es unter Denkmalschutz und wird als Bürgerzentrum genutzt. Der Park blieb erhalten.

## Sehenswürdigkeiten
Das einzige, heute noch sichtbare bauliche Zeugnis des ehemaligen Schlosses ist das Schlosstor, das als Solitär vor dem Hauptgebäude des Vechelder Bürgerzentrums steht. Herzog Ferdinand ließ es 1770 errichten und mit seinem Initial „F“ versehen.
Zu den Sehenswürdigkeiten des ehemaligen Schlossgartens, der sich rechtsseitig des Flüsschen Aue erstreckt, zählen eine Figurengruppe „Hades beim Raub der Persephone“ aus barocker Zeit und eine Sonnenuhr in klassizistischem Stil. Im Schlosspark befindet sich ein Monument zur Erinnerung an Johann Friedrich Wilhelm Jerusalem, Theologe und Mitbegründer des 1745 gegründeten Collegium Carolinum, Vorläufer der heutigen Technischen Universität Braunschweig. Das Denkmal wurde von Herzog Ferdinand gestiftet.
Im Jahr 1979 wurden Bronzebüsten des Herzogs und des Pädagogen Johann Peter Hundeiker aufgestellt, die von Ben Siebenrock angefertigt wurden und ein Bronzerelief der Künstlerin Ulla Lauer, das an der Wand dahinter installiert ist, einrahmen. Beide Künstler waren Studenten an der Hochschule für Bildende Künste Braunschweig, der Mentor war Professor Siegfried Neuenhausen.

Sehenswürdigkeiten des Schlossparks
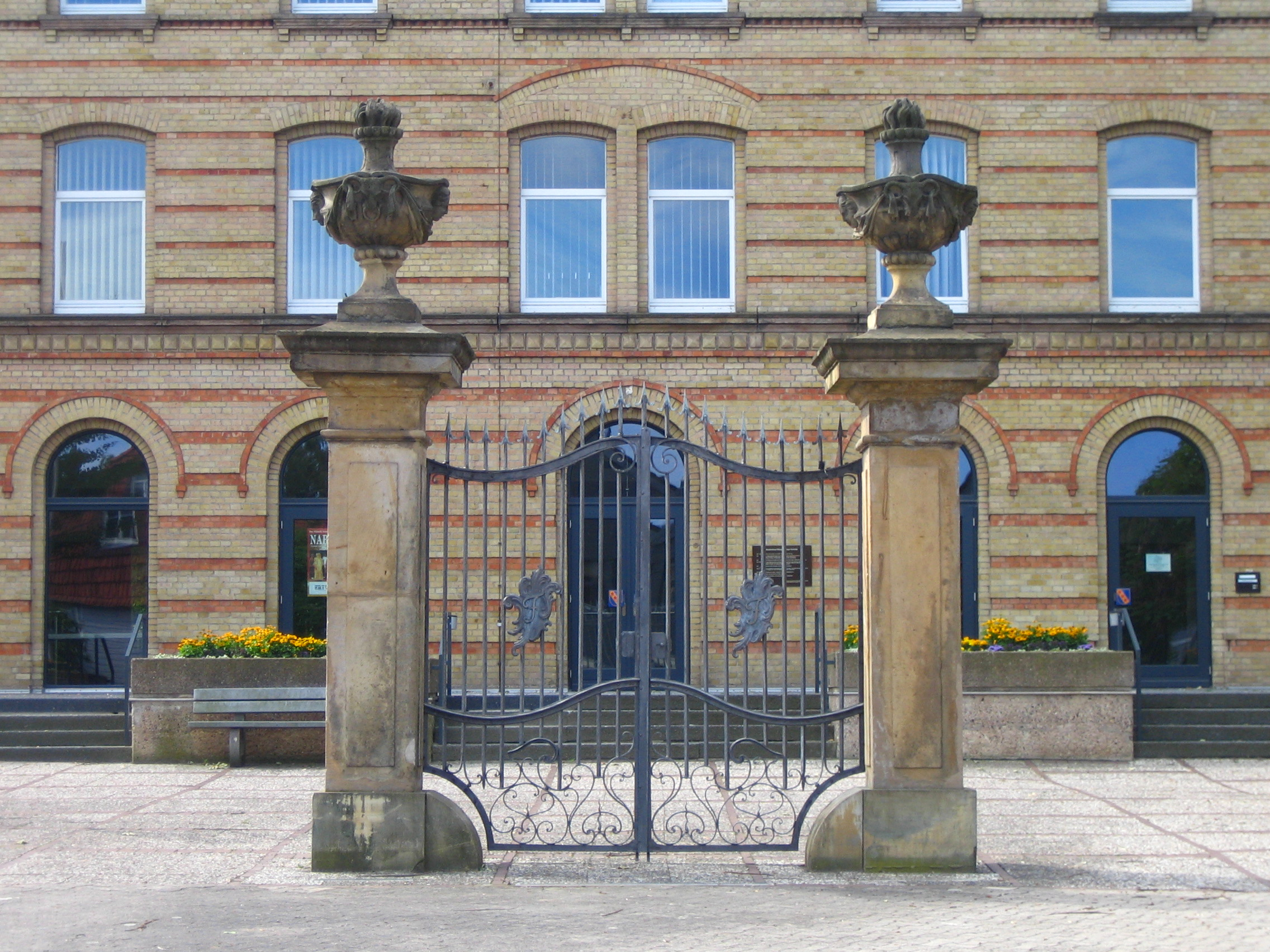
Schlosstor
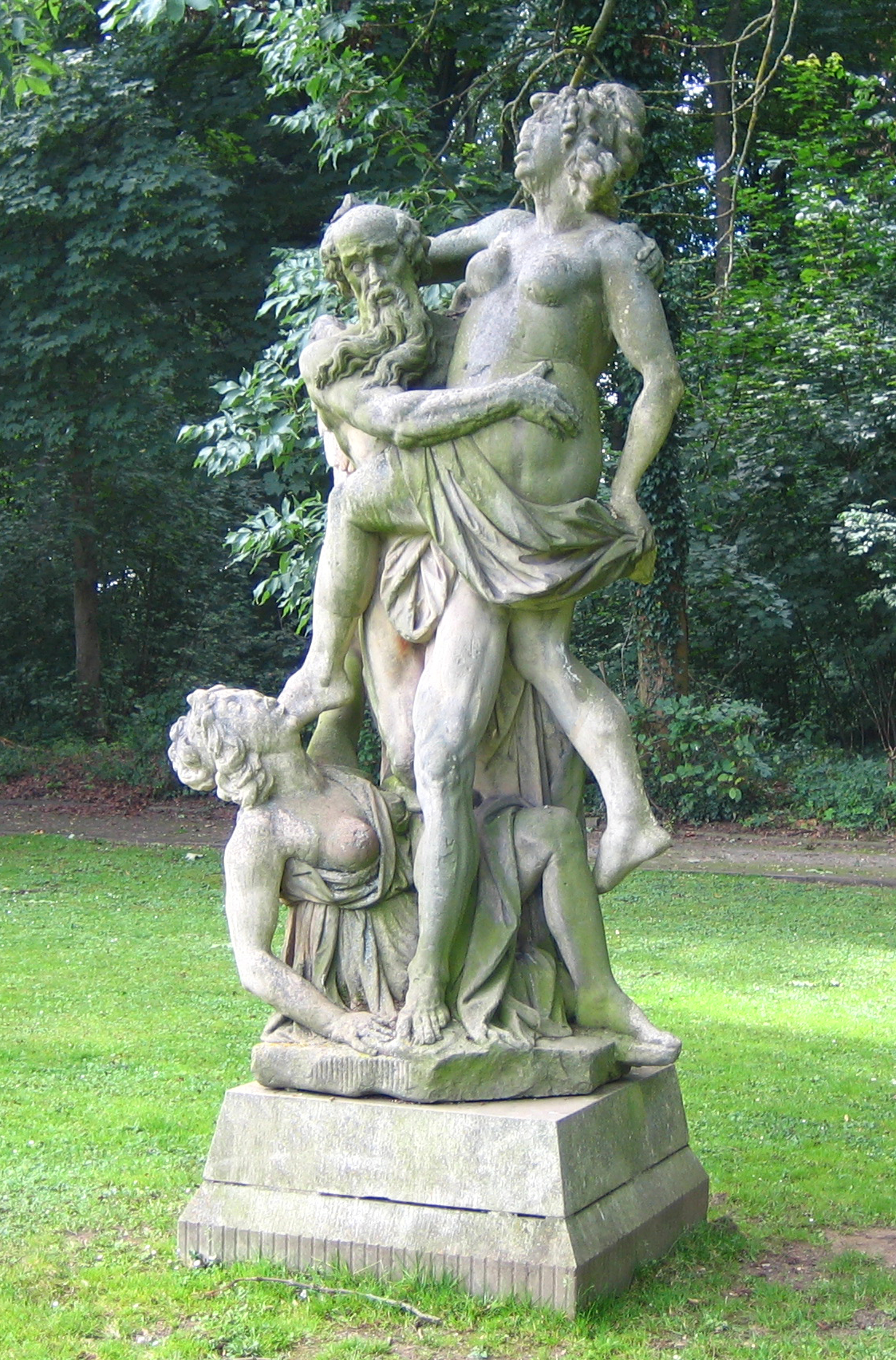
Raub der Persephone
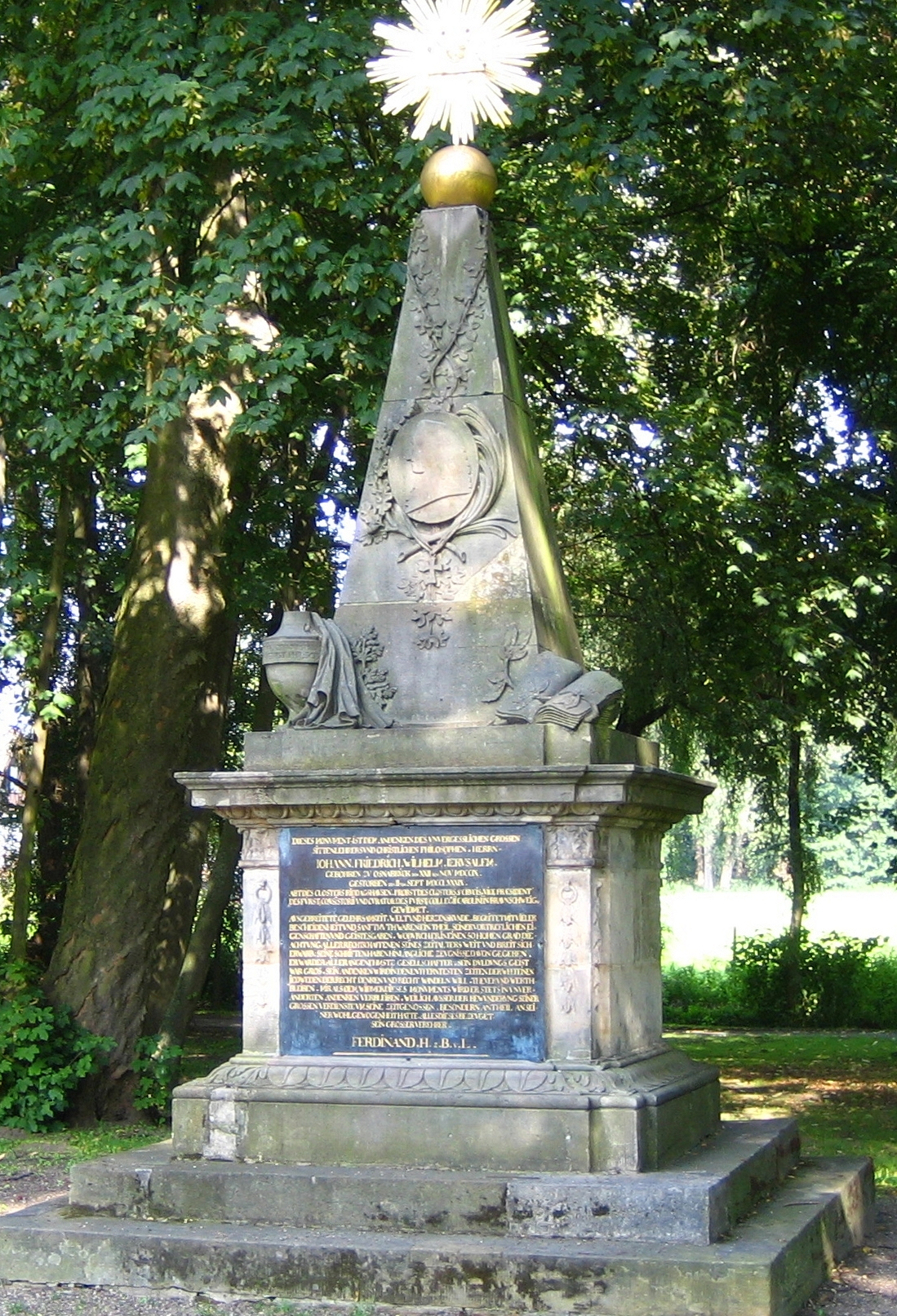
Monument zur Erinnerung an Abt Jerusalem
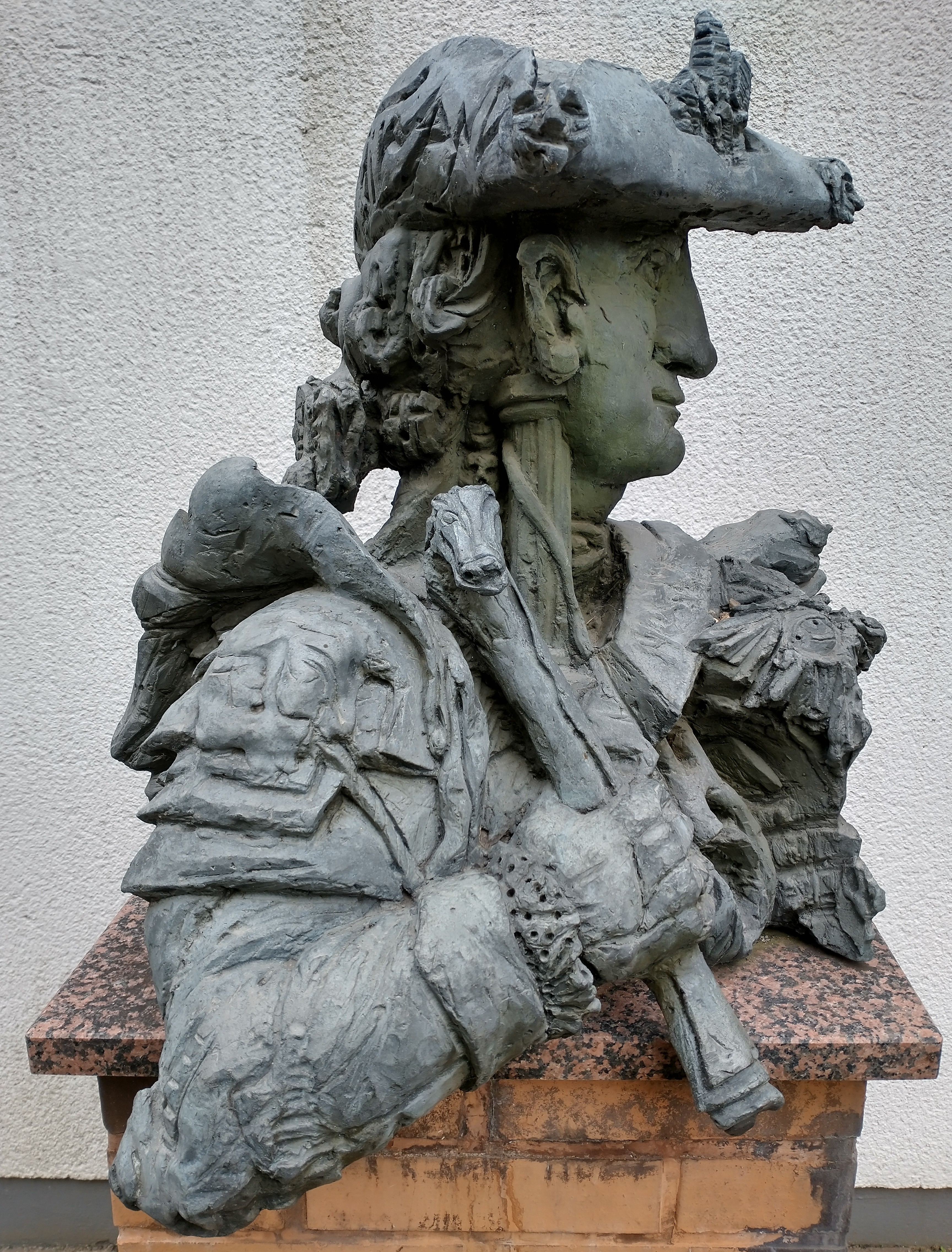
Büste des Herzogs Ferdinand von Braunschweig-Wolfenbüttel, Ben Siebenrock 1979
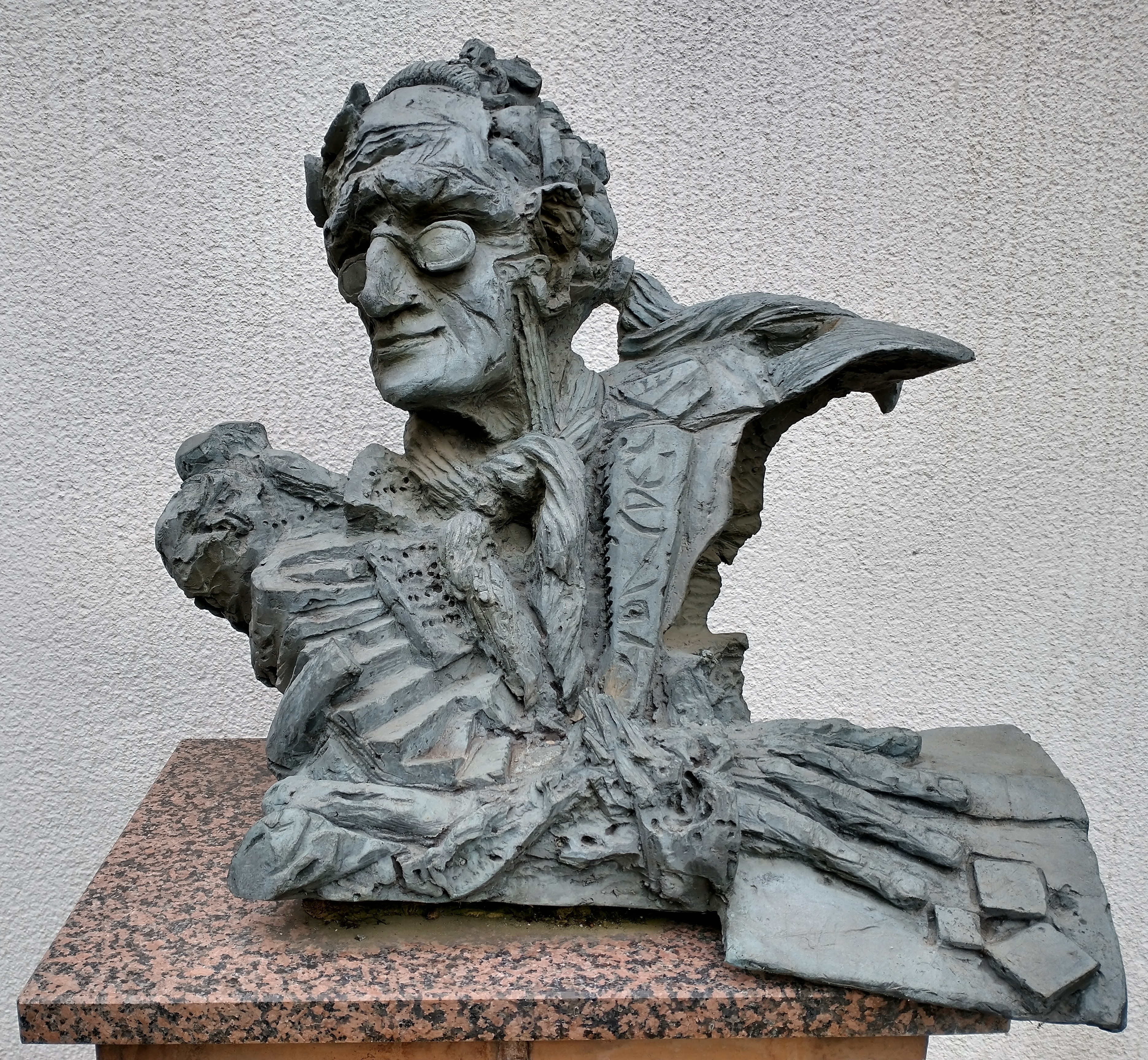
Büste des Johann Peter Hundeiker, Ben Siebenrock 1979
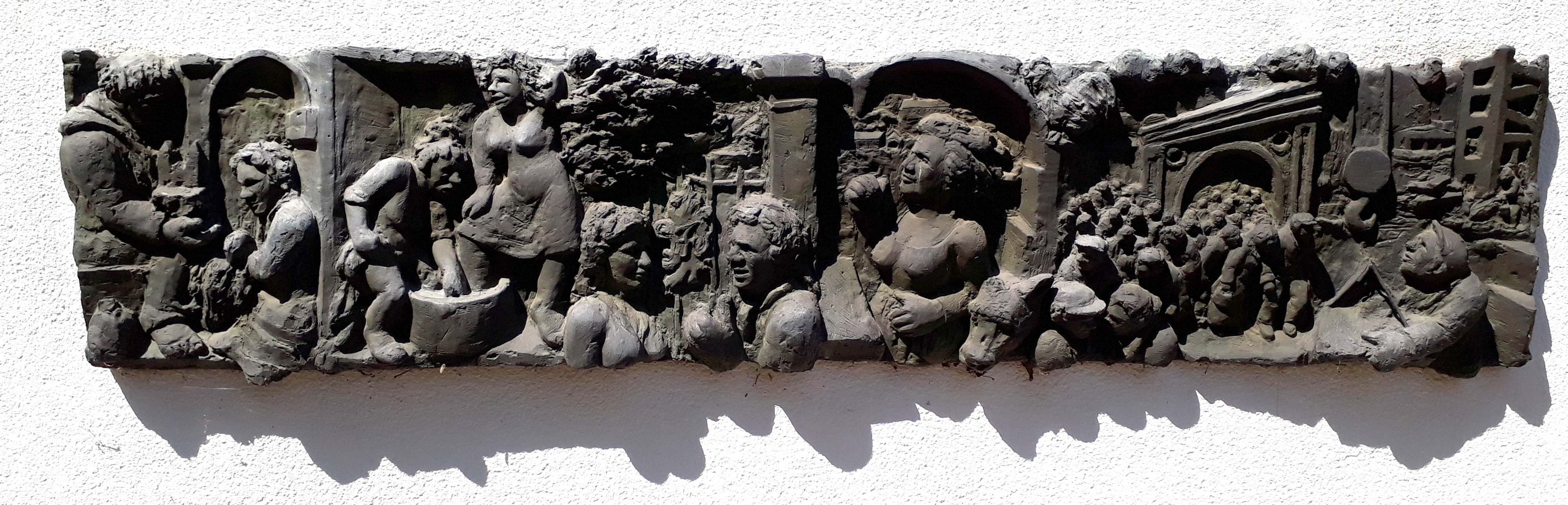
Bronzerelief von Ulla Lauer, 1979